# Balenyà
Balenyà è un comune spagnolo di 3 213 abitanti situato nella comunità autonoma della Catalogna.